# Nederländernas geografi

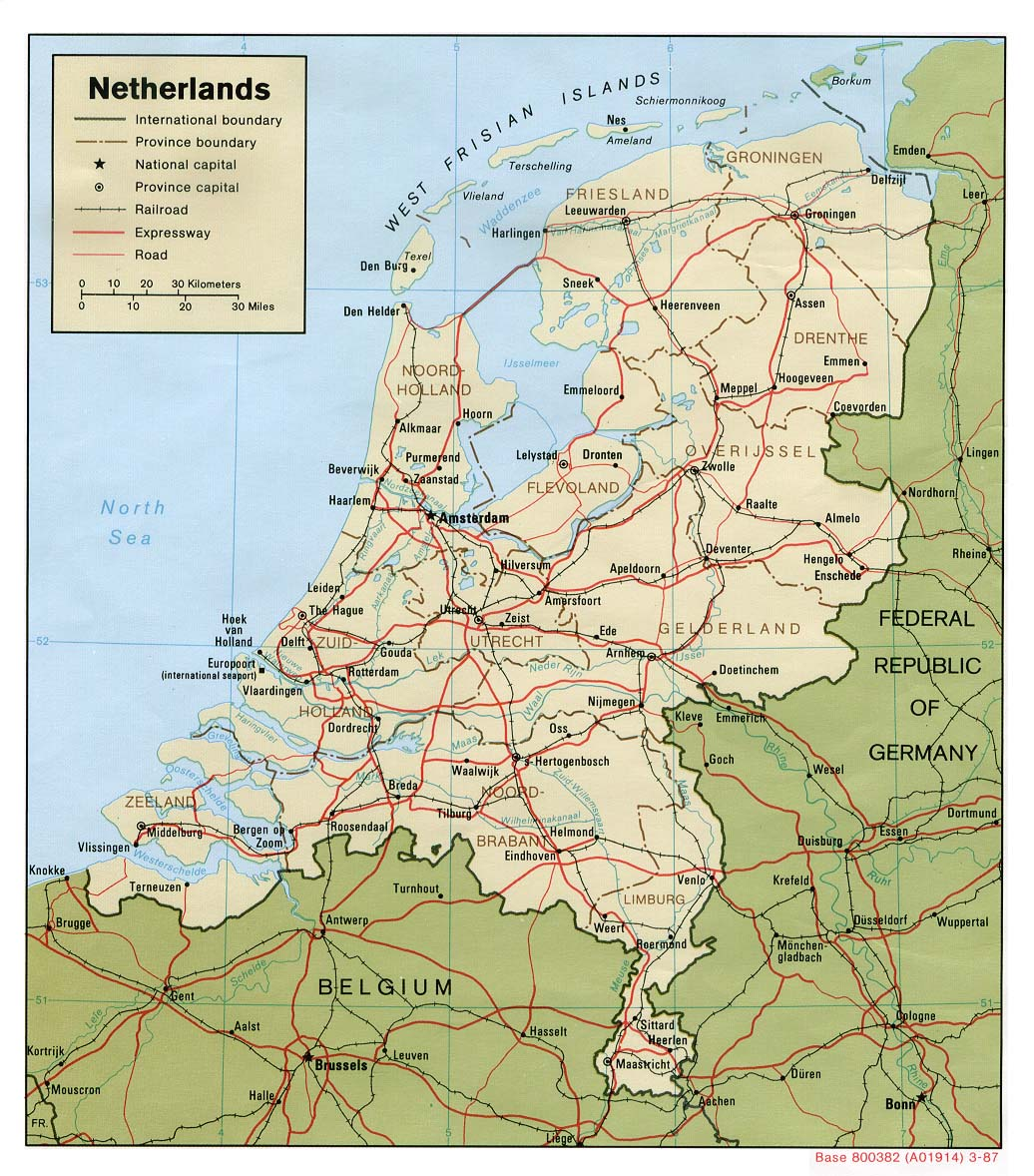
En karta över Nederländerna.

Nederländerna ligger i nordvästra Europa, och gränsar till Tyskland i östra delen och belgiska Flandern i södra delen. Landet är relativt litet, något större än Småland eller Schweiz (41 526 km²). Nederländernas geografi är unik i världen eftersom mycket av landet har vunnits tillbaka från havet. Mer än en fjärdedel av landet ligger under havsytan.

## Landskapstyper
Landet kan delas upp i två områden:
- Den låga, flacka delen i väster och norr. Landskapet har många sjöar, däribland  IJsselmeer, och en 451 kilometer lång kust skyddad av dyner. En stor del av landskapet består av så kallade poldrar, som vunnits tillbaka från havet genom invallning och torrläggning. Den största poldern är Flevoland. Längst i väster ligger Zeeland, med ett stort delta där tre floder mynnar. Deltaprojektet hade som mål att skydda Zeeland mot vattnet. I den centrala delen bor många människor, särskilt i Randstad (8–12 miljoner).

- Den mer höglänta delen i söder och öster. Här finns mer skog och färre invånare. Här finns också Nederländernas högsta punkt (Vaalserberg, 323 m ö.h.) och de stora floderna Rhen, Maas, Waal, Ĳssel och Schelde.

## Klimat
Klimatet är tempererat, med mycket regn och milda vintrar såväl som somrar. Dygnsmedeltemperaturen i januari är 3,5 °C och 18,5 °C i juli.